# Clover (groupe français)
Pour les articles homonymes, voir Clover.
Clover est un duo formé en 2002 et composé de Charlotte Savary et du compositeur Garin Le Thuc.
Le groupe Clover sort un unique album en octobre 2004 (World's End Lane -  Undercover/Naïve) réalisé par Laurent Collat. Il contient 10 titres.
Lors de l'enregistrement de cet album, Charlotte Savary fait la rencontre de Jean-Christophe Le Saout alias Wax Tailor.
World's End Lane :
1. Sword City
2. Not Love
3. On & On
4. The Things
5. The Death Of The Lonely Superhero
6. Now I Know
7. See No Hear No Speak No
8. Hey
9. To You
10. First In, Last Out